# Rise of the Legend
Rise of the Legend (Huang feihong zhi yingxiong you meng) è un film d'azione del 2014 diretto da Roy Chow.

## Trama
Fei è un giovane uomo destinato a diventare una leggenda delle arti marziali. Nel 1868, durante la dinastia Qing, la corruzione che dilaga nella corte imperiale infligge sofferenze alla gente, come accade a Guangzhou dove due differenti fazioni criminali si contendono il controllo del porto. Per anni, Lei Gong, il temibile capo della fazione dei Tigre Nera, ha cercato di sbarazzarsi del rivale del Mare del Nord ma non ha mai avuto successo. Una delle sue ultime reclute è Fei, che si dimostra all'altezza del compito a lui assegnato. Trattato ben presto come un figlio dal capo, Fei scoprirà però una verità sul suo passato che lo porterà a prendere pian piano le distanze dal suo protettore e a lottare per la giustizia.